# De Roze Wolk
De Roze Wolk was de eerste en enige homodiscotheek van Utrecht, gevestigd in de werfkelders van de Oudegracht 43-45. De zaak werd in 1982 geopend door Jan Scheepstra, die in 1984 aan de Oudegracht 47 ook een bijbehorend homocafé onder de naam De Wolkenkrabber begon. Beide zaken sloten per 1 januari 2006.

## De Roze Wolk
Eind 1981 kwamen Jan Scheepstra en Ton Alkemade op het idee om, naar het voorbeeld van de maandelijkse feesten van homojongerenvereniging PANN, een commerciële homodiscotheek te beginnen waar men vijf avonden in de week terechtkon. Als locatie diende zich de werfkelder van de Oudegracht 45 aan, waar voorheen een Antilliaanse club gevestigd was. Dergelijke werfkelders bestaan uit een gewelfde ruimte onder een grachtenpand die onder de openbare weg doorloopt en uitkomt op de lager gelegen kade langs de gracht. Na het wegvallen van de traditionele bestemmingen werden dergelijke werfkelders sinds de jaren zestig vaker als uitgaansgelegenheid in gebruik genomen.
Onder de naam De Roze Wolk werd de disco op 4 april 1982 geopend. De zaak had aanvankelijk een capaciteit van 250 personen en met name in de weekeinden stond er een lange rij wachtende bezoekers op de trap vanaf de Oudegracht. De populariteit noopte tot uitbreiding en in 1984 werd de voorste helft van de naastgelegen werfkelder onder Oudegracht 43 bij de discotheek getrokken, in 1987 gevolgd door de achterste helft. In dit nieuwe gedeelte bevonden zich zithoeken met tafeltjes en achterin was een bar en kon men aan enkele grote tonnen zitten, net als in "Het Praathuis" uit de De Fabeltjeskrant.

### Verbouwing
In maart 1990 volgde een grote verbouwing van De Roze Wolk, waarbij de ingang werd verplaatst van de werfkelder onder Oudegracht 45 naar die onder nummer 43. Daar kwam ook de garderobe met achterin een nieuwe, golvende houten bar en een doorgang naar de andere kelder waar zich de dansvloer bevond met voorin een zitgedeelte. Ook deze ruimte was volledig nieuw aangekleed, heel strak en modern, met witte tegels met hondenkoppen en kunstzinnige muurschilderingen in felle kleuren. Vaste gasten vonden de verbouwing te rigoureus en misten de knusse en vertrouwde sfeer van voorheen.
Na de sluiting per 1 januari 2006 werden de ruimtes van De Roze Wolk bij de sportschool getrokken, die Jan Scheepstra's broer Paul al sinds 1979 in de aangrenzende werfkelders van Oudegracht 39 en 41 exploiteerde.

## De Wolkenkrabber
Tweeënhalf jaar na de opening van De Roze Wolk, opende op 12 oktober 1984 het homocafé De Wolkenkrabber. Ton Alkemade zou het café gaan uitbaten, terwijl Jan Scheepstra zich bleef focussen op de discotheek. De naam was een verwijzing naar de situering van de bar, namelijk op het straatniveau van de Oudegracht bóven De Roze Wolk in de schuin eronder gelegen werfkelder. De Wolkenkrabber was gevestigd in een laatmiddeleeuws pand aan de Oudegracht 47, op de hoek met het Jacobskerkhof, waar sinds 1861 ruim een eeuw lang slijterij Staffhorst zat en vervolgens tot 1974 het besloten homocafé Paddy's Bar.
Daarentegen had de Wolkenkrabber een open karakter, met grote ramen langs beide kanten van het pand. Binnen was het café een lange en smalle ruimte, wat ook wel een pijpenla wordt genoemd. De bar zelf bevond zich lengtegewijs aan de rechterwand (vanaf de ingang bezien), de barkrukken en overige zitplaatsen links daarvan. Dit maakte De Wolkenkrabber in fysieke zin een knusse tot intieme gaybar. In latere jaren oversteeg het café in populariteit de discotheek, die te kampen kreeg met concurrentie door de komst van andere clubs en de nachttrein naar Amsterdam.
De Wolkenkrabber werd in 2007 opgevolgd door gay bar Chueca. Sinds 2011 bevindt zich op deze locatie homocafé Kalff. Schuin tegenover Kalff bevindt zich sinds 1987 homocafé Bodytalk.

## Midzomergracht Festival en EuroGames
In 1996 werd door de Utrechtse "roze beweging", met De Roze Wolk als thuisbasis, in Utrecht voor het eerst het Midzomergracht Festival georganiseerd, waar Jan Scheepstra een van de initiatiefnemers was. Dit jaarlijks festival – dat een grote diversiteit aan activiteiten omvat dat vele subculturen binnen de lhtbi-gemeenschap bedient – gaat sinds 2017 ook gepaard een botenparade door de Utrechtse grachten (een kleinere, Utrechtse variant van de Canal Parade van de Amsterdam Gay Pride) trekt inmiddels gezamenlijk tienduizenden bezoekers per jaar.
In 2006 werden de EuroGames in Utrecht georganiseerd, waaraan zo'n 3.000 sporters deelnamen en dat rond de 20.000 bezoekers trok. Ook bij dit evenement speelden De Roze Wolk (als thuisbasis en ontmoetingspunt, maar ook diens vaste bezoekers waarvan velen actief deelnamen in de organisatie) en initiatiefnemer Jan Scheepstra een belangrijke rol; Scheepstra vervulde bij de EuroGames ook de functie van penningmeester.
De (voormalige) medewerkers van en de nauw betrokkenen bij De Roze Wolk beschouwen de club en bijhorende bar als de bakermat van deze en vele andere festiviteiten en lhbt-initiatieven die werden georganiseerd vanuit De Roze Wolk door diens personeel en actieve stamgasten gedurende het bestaan van de homodisco en gaybar.

## Project "De Roze Wolk"

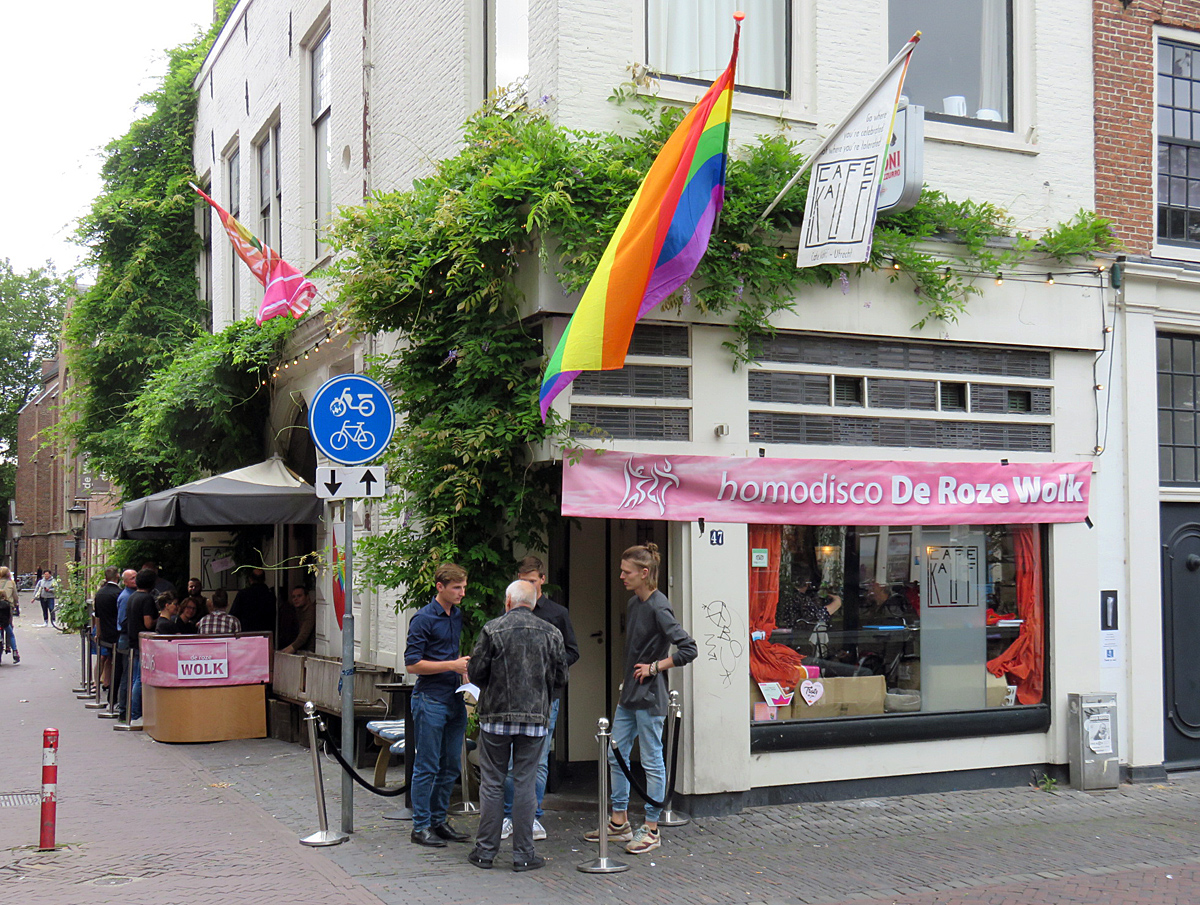
Homocafé Kalff versierd voor het feest ter herdenking van De Roze Wolk op 24 juni 2018.

De Roze Wolk werd in juni 2018 door middel van diverse activiteiten weer in herinnering geroepen, te beginnen met een Roze Wolkboot die meevoer tijdens de tweede editie van de Utrecht Canal Pride op 16 juni.
Vervolgens verscheen een boek over De Roze Wolk en De Wolkenkrabber onder de titel Roze Wolkennachten, waarvan het eerste exemplaar op 18 juni 2018 aan burgemeester Jan van Zanen werd aangeboden. Historicus Adrianne Dercksen had eind 2016 van Jan Scheepstra de opdracht tot het schrijven van dat boek gekregen, maar door zijn plotselinge overlijden op 13 januari 2018 kon hij de voltooiing ervan niet meer meemaken.
Voorts was er een tentoonstelling van foto's van homo- en lesbische paren die elkaar in De Roze Wolk of De Wolkenkrabber hebben leren kennen. Deze expositie was gedurende de maand juni in het stadskantoor te zien.
Op 24 juni 2018 herleefde de vroegere sfeer van beide zaken tijdens feest dat in homocafé Kalff (de vroegere Wolkenkrabber) en een van de vroegere werfkelders van De Roze Wolk gehouden werd.
Ten slotte is er nog het voornemen voor een film om de Utrechtse gayscene in de jaren tachtig, zoals die zich in en om De Roze Wolk afspeelde, in beeld te brengen.